# Sutina (Muć)
Sutina falu Muć községben Horvátországban Split-Dalmácia megyében.

## Fekvése
Split központjától légvonalban 21, közúton 34 km-re északra, községközpontjától 6 km-re keletre, a Dalmát Zagora központi részén fekszik. Területe a Mućko poljétól a Plišivica-hegységig terjed. A településen átfolyik a Sutina-patak, mely a Plišivica- és a Visočica-hegység között ered és a Cetinába torkollik.

## Története
A középkorban területe a zminai plébániához tartozott. 1538-ban a szomszédos Neorić várának elestével török uralom alá került. A török kiűzése után, a 17. század végén a ferencesek Boszniából és Hercegovinából érkezett katolikusokkal telepítették be. 1713-ban megalapították a neorići Mindenszentek plébániát, melynek Sutina is a része lett. 1797-ben a Velencei Köztársaság megszűnésével a település a Habsburg Birodalom része lett. 1806-ban Napóleon csapatai foglalták el és 1813-ig francia uralom alatt állt. Napóleon bukása után ismét Habsburg uralom következett, mely az első világháború végéig tartott. A falunak 1857-ben 247, 1910-ben 297 lakosa volt. Az első világháború után rövid ideig az Olasz Királyság, ezután a Szerb-Horvát-Szlovén Királyság, majd Jugoszlávia része lett. A második világháború idején olasz csapatok szállták meg. A háború után a település a szocialista Jugoszlávia része lett. 1991-től a független Horvátországhoz tartozik. Lakossága 2011-ben 349 fő volt.

## Lakosság
| Lakosság változása | Lakosság változása | Lakosság változása | Lakosság változása | Lakosság változása | Lakosság változása | Lakosság változása | Lakosság változása | Lakosság változása | Lakosság változása | Lakosság változása | Lakosság változása | Lakosság változása | Lakosság változása | Lakosság változása | Lakosság változása |
| ------------------ | ------------------ | ------------------ | ------------------ | ------------------ | ------------------ | ------------------ | ------------------ | ------------------ | ------------------ | ------------------ | ------------------ | ------------------ | ------------------ | ------------------ | ------------------ |
| 1857               | 1869               | 1880               | 1890               | 1900               | 1910               | 1921               | 1931               | 1948               | 1953               | 1961               | 1971               | 1981               | 1991               | 2001               | 2011               |
| 247                | 439                | 260                | 276                | 299                | 297                | 410                | 388                | 429                | 507                | 527                | 546                | 409                | 356                | 313                | 349                |

## Nevezetességei
Szent Illés próféta tiszteletére szentelt temploma a neorići plébánia filiája. Minden év július 20-án nagy vásárt rendeznek itt.